# 鳥海淳子
鳥海 淳子（とりうみ じゅんこ、1956年11月1日 - ）は、日本のアーティスト。福岡県出身。
1979年、武蔵野美術大学造形学部油絵学科を卒業。1991年フランス・パリに留学。1994年に第20回日仏現代美術展でエコール・シュープリェール・デ・ボザール賞を受ける。1995年、第五回リキテックス・ビエンナーレ、リキテックス大賞を受賞。審査員の黒鉄ヒロシ（武蔵野美術大学の先輩にあたる）、武蔵野美術大学元学長の前田常作から賞賛される。
現在は千葉県君津市でアトリエ・ラ・メール主宰、アトリエ・ラ・メール・サロン代表、後進の指導にあたりながらも毎年作品を二科会に発表。